# Do or Die (Dropkick Murphys-album)
Do or Die er det første studiealbum fra den amerikanske keltiske punkband Dropkick Murphys. Det blev udgivet i 1998. Der blev udsendt en musikvideo til singlen "Barroom Hero". Dette er det eneste af gruppens albums, hvor den oprindelige forsanger, Mike McColgan, medvirker, idet han forlod gruppen og blev brandmand før han dannede sit eget band, Street Dogs.

## Spor
1. "Cadence to Arms" (Instrumental) (Traditionel, omarbejdet fra "Scotland the Brave") – 1:49
2. "Do or Die" (Barton, McColgan) – 1:50
3. "Get Up" (Barton, Casey, McColgan) – 2:06
4. "Never Alone" (Barton, Casey) - 2:54
5. "Caught in a Jar" (Barton, McColgan) - 2:19
6. "Memories Remain" (Casey, Kelly) – 2:25
7. "Road of the Righteous" (Barton, McColgan) – 2:56
8. "Far Away Coast" (Barton, Casey, McColgan) – 2:41
9. "Fightstarter Karaoke" (Barton, Casey) – 2:18
10. "Barroom Hero" (Casey) – 2:57
11. "3rd Man In" (Barton, Casey) – 2:18
12. "Tenant Enemy #1" (Barton, Casey, Kelly, McColgan) – 2:13
13. "Finnegan's Wake" (Traditional) – 2:19
14. "Noble" (Barton, Casey, Kelly, McColgan) – 2:34
15. "Boys on the Docks" (Murphys' Pub Version) (Barton, Casey) – 2:33
16. "Skinhead on the MBTA" (Traditional) (Barton, Casey) – 3:49